# Campeonato Mundial de Halterofilia de 1984
El LVIII Campeonato Mundial de Halterofilia se celebró en Los Ángeles (Estados Unidos) del 29 de julio al 7 de agosto de 1984 bajo la organización de la Federación Internacional de Halterofilia (IWF) y la Federación Estadounidense de Halterofilia. Ese año las competiciones de halterofilia en los XXIII Juegos Olímpicos sirvieron también como Campeonato Mundial.
Las competiciones se realizarán en el Pabellón Albert Gersten, ubicado en la Universidad Loyola Marymount de Los Ángeles.

## Medallistas
| Evento  | Oro                                  | Plata                               | Bronce                            |
| ------- | ------------------------------------ | ----------------------------------- | --------------------------------- |
| 52 kg   | Zeng Guoqiang China 235,0            | Zhou Peishun China 235,0            | Kazushito Manabe Japón 232,5      |
| 56 kg   | Wu Shude China 267,5                 | Lai Runming China 265,0             | Masahiro Kotaka Japón 252,5       |
| 60 kg   | Chen Weiqiang China 282,5            | Gelu Radu Rumania 280,0             | Tsai Wen-Yee China Taipéi 272,5   |
| 67,5 kg | Yao Jingyuan China 320,0             | Andrei Socaci Rumania 312,5         | Jouni Grönman · Finlandia · 312,5 |
| 75 kg   | Karl-Heinz Radschinsky RFA 340,0     | Jacques Demers · Canadá · 335,0     | Dragomir Cioroslan Rumania 332,5  |
| 82,5 kg | Petre Becheru Rumania 355,0          | Robert Kabbas Australia 342,5       | Ryoji Isaoka Japón 340,0          |
| 90 kg   | Nicu Vlad Rumania 392,5              | Petre Dumitru Rumania 360,0         | David Mercer Reino Unido 352,5    |
| 100 kg  | Rolf Milser RFA 385,0                | Vasile Groapă Rumania 382,5         | Pekka Niemi · Finlandia · 367,5   |
| 110 kg  | Norberto Oberburger · Italia · 390,0 | Ștefan Tașnadi Rumania 380,0        | Guy Carlton Estados Unidos 377,5  |
| +110 kg | Dinko Lukin Australia 412,5          | Mario Martinez Estados Unidos 410,0 | Manfred Nerlinger RFA 397,5       |

1. 1 2 3  Arrancada (kg) + dos tiempos (kg) = total olímpico (kg).

## Medallero
| Núm. | País           | Oro | Plata | Bronce | Total |
| ---- | -------------- | --- | ----- | ------ | ----- |
| 1    | China          | 4   | 2     | 0      | 6     |
| 2    | Rumania        | 2   | 5     | 1      | 8     |
| 3    | RFA            | 2   | 0     | 1      | 3     |
| 4    | Australia      | 1   | 1     | 0      | 2     |
| 5    | Italia         | 1   | 0     | 0      | 1     |
| 6    | Estados Unidos | 0   | 1     | 1      | 2     |
| 7    | Canadá         | 0   | 1     | 0      | 1     |
| 8    | Japón          | 0   | 0     | 3      | 3     |
| 9    | Finlandia      | 0   | 0     | 2      | 2     |
| 10   | China Taipéi   | 0   | 0     | 1      | 1     |
| 10   | Reino Unido    | 0   | 0     | 1      | 1     |
|      | TOTAL          | 10  | 10    | 10     | 30    |